# Xylobium cylindrobulbon
Xylobium cylindrobulbon är en orkidéart som först beskrevs av Eduard August von Regel, och fick sitt nu gällande namn av Rudolf Schlechter. Xylobium cylindrobulbon ingår i släktet Xylobium och familjen orkidéer. Inga underarter finns listade i Catalogue of Life.